# Jana Švandová
Jana Svandova, née le 3 juillet 1947 à Prague, est une actrice tchèque.

## Filmographie sélective

### Cinéma
- 1973 : Milenci v roce jedna : Jana
- 1975 : Assassinat à Sarajevo
- 1991 : Zebrácká opera : Betty
- 1993 : Chained Heat : enchaînées : Rosa Schmidt
- 1995 : Záhrada : Tereza
- 1997 : Nejasná zpráva o konci sveta : Marlyn
- 2000 : Kytice : Matka (segment "Vodnik")

### Télévision
- 1971 : Legenda o zivých mrtvých (mini-série) : Tána
- 1978 : Ve znamení Merkura (série télévisée) (2 épisodes) :  Jitka Slámová
- 1987 : Krecek v nocní kosili (série télévisée) (6 épisodes) :  Vladenka Krecková
- 1989 : Dlouhá míle (mini-série) : Markéta
- 1991 : Dobrodruzství kriminalistiky (série télévisée) (1 épisode) : Natalie
- 1991 : L'Amour maudit de Leisenbohg (téléfilm) : Mrs. Senft
- 1994 : Le JAP, juge d'application des peines (série télévisée) (1 épisode)
- 2002 : Angelina (Téléfilm): Lenka
- 2005-2008 : Ulice (série télévisée) (234 épisodes) : Zdena Cistá
- 2021 : Intuition (mini-série) (8 épisodes)
- 2021 : Osada (série télévisée) (7 épisodes): Marie Styblová
- 2022-2023 : Zoo (série télévisée) (23 épisodes) : Sidonie Novotná
- 2023 : Sex O'Clock (série télévisée) (10 épisodes): Greta